# 康博长江大桥
康博长江大桥，原名合江长江二桥，是位于中国四川省合江县的一座斜拉桥，跨越长江，连接合江镇和白米镇，是中国国家高速公路网  成渝环线高速合江（川渝界）至纳溪段（即泸渝高速公路）的控制性工程之一。大桥总投资额为人民币4.73亿元，采用双向四车道高速公路标准，全长1,695米，主跨420米。大桥于2009年开工建设，2013年6月3日通车。

## 设计
大桥主桥上部结构为210+420+210米预应力混凝土双塔斜拉桥，引桥上部结构为12×50米+8×30米预应力混凝土T型简支梁；主桥桥面宽30米，引桥桥面宽28米，其中双向车行道分别宽10.75米，设计行车速度80公里/小时，并在两侧分别设有1.75米宽的人行道；主梁为预应力混凝土双纵肋主梁；H型索塔高208米。大桥的设计抗震烈度为7度，能防御300年一遇的洪水，设计基准风速24.3米/秒；通航净空高度18米。

## 收费标准
成渝地区环线高速公路泸州至重庆段于2013年6月3日起免费通行，而从6月28日零时起至2016年6月27日止，实行试收费3年。一类车（7座或7座以下的小轿车、客车以及2吨或2吨以下的小货车）通过康博长江大桥，按基价加收车辆通行费3元/车/次。